# Guido I Guidi
Guido I Guidi (fl. X secolo) è stato un nobile franco.

## Biografia
Figlio di Tegrimo ed Engelrada II, Guido era il fratello minore di Ranieri. Quest'ultimo fu avviato dalla madre al diaconato con l'obiettivo di occupare il seggio arcivescovile ravennate, mentre Guido fu indirizzato verso la carriera funzionariale.
Pertanto, Guido svolse l'ufficio comitale nel comitato di Pistoia, della quale era probabilmente originario il padre, intervallandosi ai Cadolingi, attivi nell'area prima e dopo il suo mandato.
La presenza in Toscana di Guido è attestata in alcuni documenti: con un atto rogato in Pistoia il 2 ottobre 941, i fratelli Ranieri e Guido donarono alcuni beni che possedevano nel comitato pistoiese per suffragare le anime dei loro genitori defunti, mentre un diploma del 24 aprile 960 attesta Guido come fidelis dei re Berengario II e Adalberto, i quali gli assegnarono dei beni siti nella marca di Tuscia. Tuttavia, nel 963 Guido era già defunto.

## Discendenza
Guido fu sposato a Sibilda o Richilda, attestata nel 943, e a Gervisia, menzionata in un documento del 957-958. Riguardo ai suoi discendenti è noto con certezza soltanto un figlio, mentre su basi principalmente onomastiche è assunta l'esistenza di altre due figlie. Pertanto tra i discendenti di Guido sono elencati:
- Tegrimo II;
- Engelrada, detta Ingiza, sposatasi prima con il conte Rodolfo e poi con il conte Arardo I;[4][5]
- Una figlia di nome ignoto, moglie del margravio di Toscana Ugo I.[6]